# Armando Marçal
Armando Vieira Marçal ou simplesmente Marçal (Rio de Janeiro, 14 de outubro de 1902 – Rio de Janeiro, 20 de junho de 1947) foi um compositor e ritmista brasileiro.
Foi pai do percussionista Mestre Marçal e avô de Marçalzinho.

## Biografia
Em 1928, fundou a pioneira agremiação carnavalesca Deixa Falar, com Bide, Ismael Silva e outros sambistas do bairro do Estácio.
Marçal teve um papel fundamental na criação do chamado "samba batucado" ou "samba do Estácio".
Com Alcebíades Barcelos, o Bide, formou uma exitosa parceria, tendo dezenas de canções gravadas por nomes como Francisco Alves e Carmen Miranda.